# Calophyllum sil
Calophyllum sil är en tvåhjärtbladig växtart som beskrevs av Carl Karl Adolf Georg Lauterbach. Calophyllum sil ingår i släktet Calophyllum och familjen Calophyllaceae. Inga underarter finns listade i Catalogue of Life.